# Вулиця Олександра Невського (Сімферополь)
Вулиця Олександра Невського (крим. Oleksandra Nevskogo soqağı) — вулиця в Центральному районі Сімферополя. Названа на честь князя Олександра Невського.

## Опис
Вулиця бере початок від Раднаркомоського провулка, закінчується перехрестям з вулицею Павленка. Загальна довжина вулиці становить 1,03 км.
Перетинається вулицями Сєрова, Жуковського, Желябова, Толстого, Річковою, Суворівським узвозом та провулками Галерейним та Пугачова.
На вулиці знаходяться Будівля Азово-Донського банку, Комплекс земської лікарні, Олександро-Невський собор, Сімферопольське вище професійне училище залізничного транспорту та готель «Україна».

## Історія
Перша назва — Олександро-Невська, на честь Олександро-Невського собору.
Зі встановленням радянської влади вулицю назвали на честь Рози Люксембург. У роки Другої світової війни нацисти перейменували вулицю на Постштрассе (Поштова вулиця).
У травні 2008 року Сімферопольська міська рада задовольнила прохання Російської громади Криму і перейменувала вулицю Рози Люксембург на вулицю Олександра Невського.

## Споруди
- № 6 — Олександро-Невський собор
- № 7 — готель «Україна»
- № 27 — Комплекс земської лікарні.

## Галерея

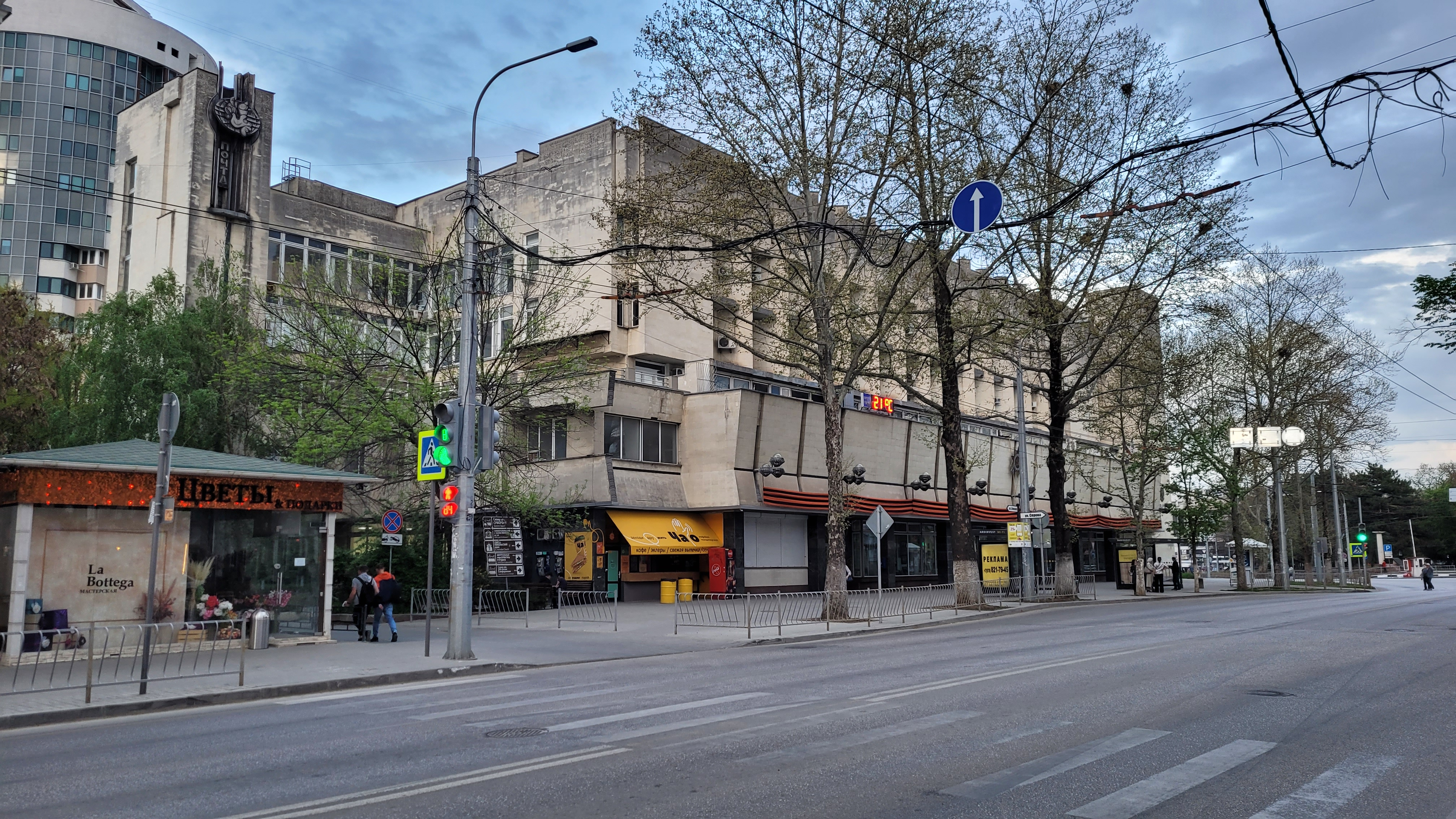
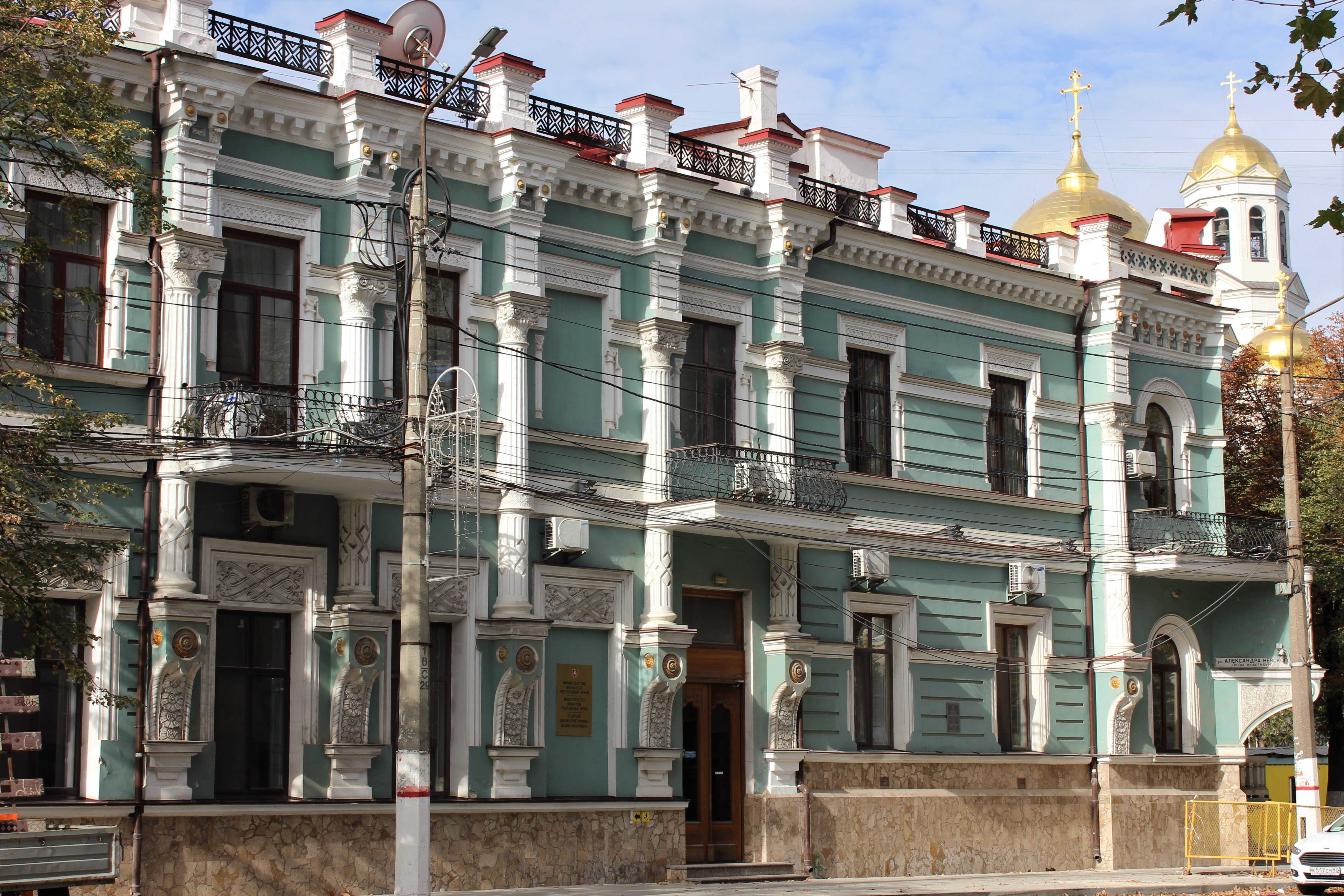
Відділення Азово-Донського комерційного банку
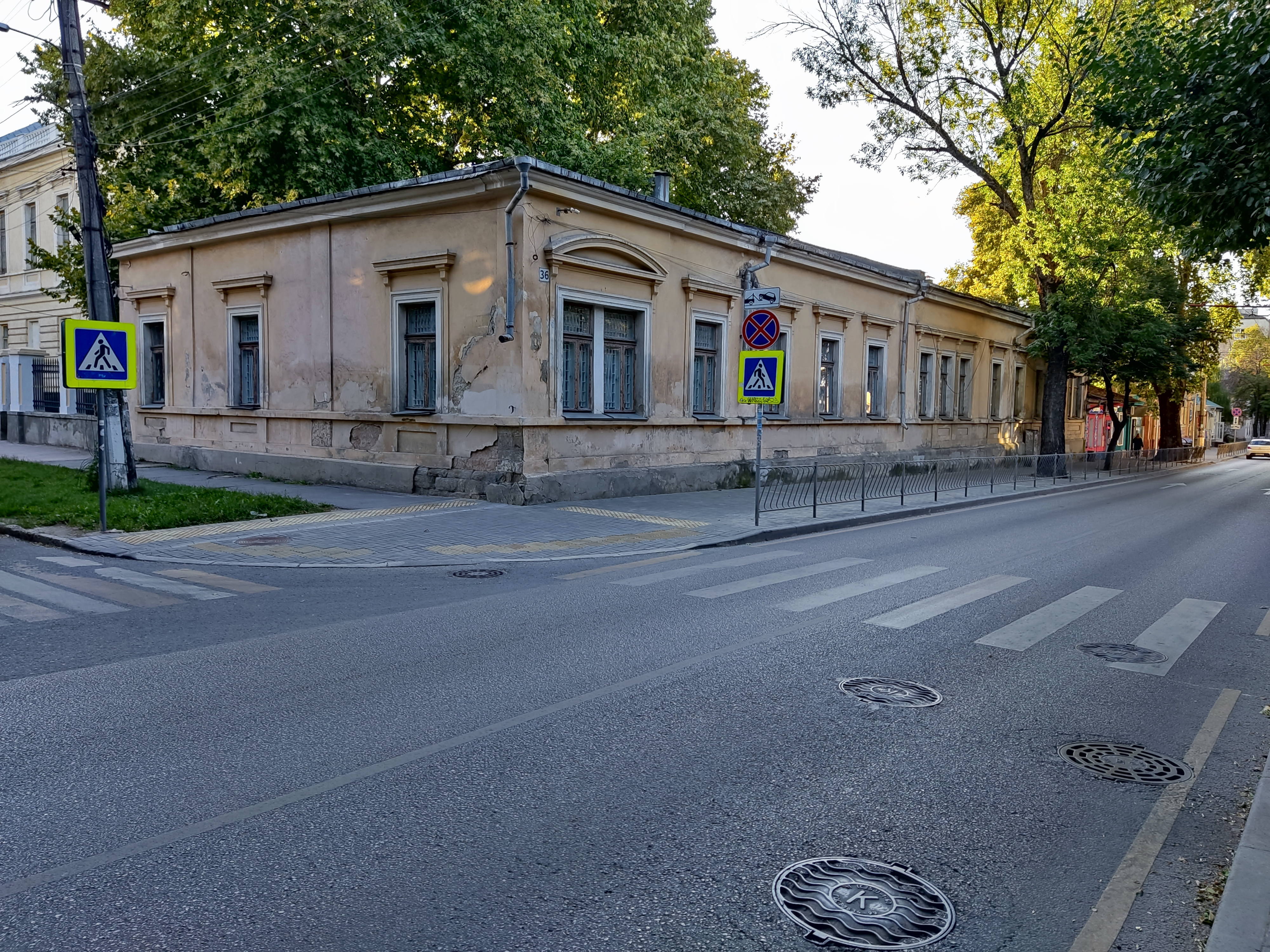
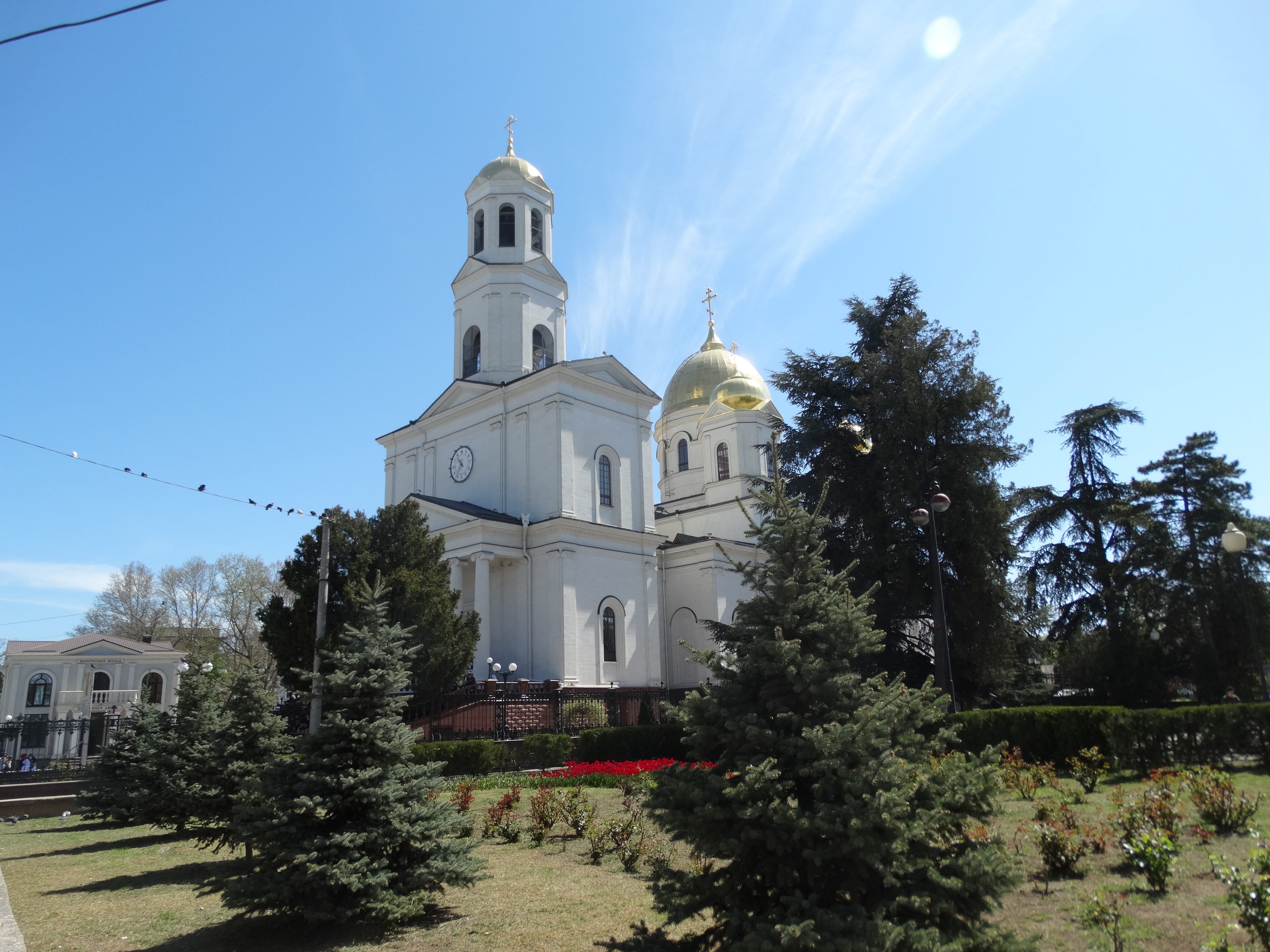
Олександро-Невський собор
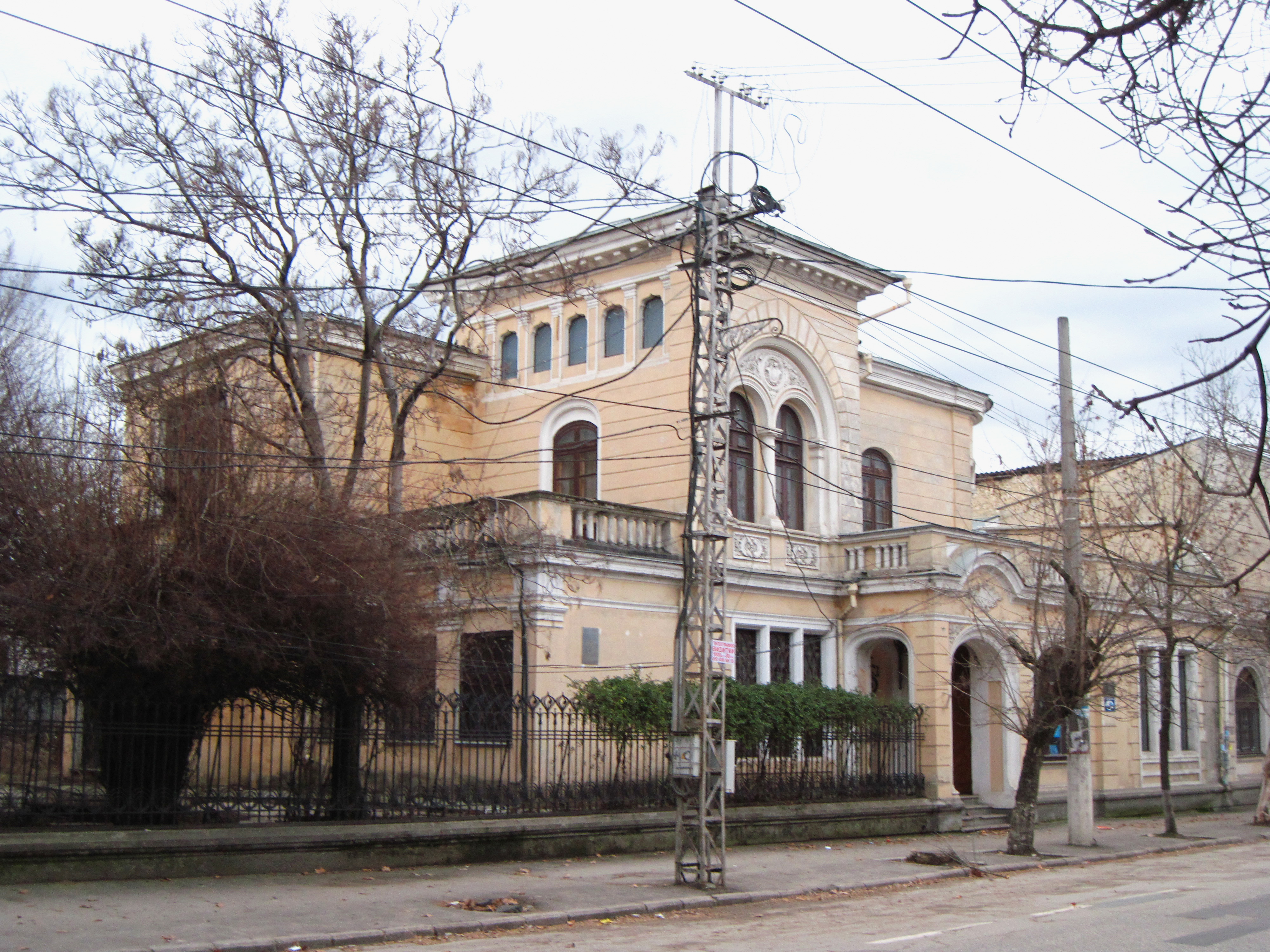
Колишній житловий будинок професора Левіна С.М.: вулиця А. Невського, 8
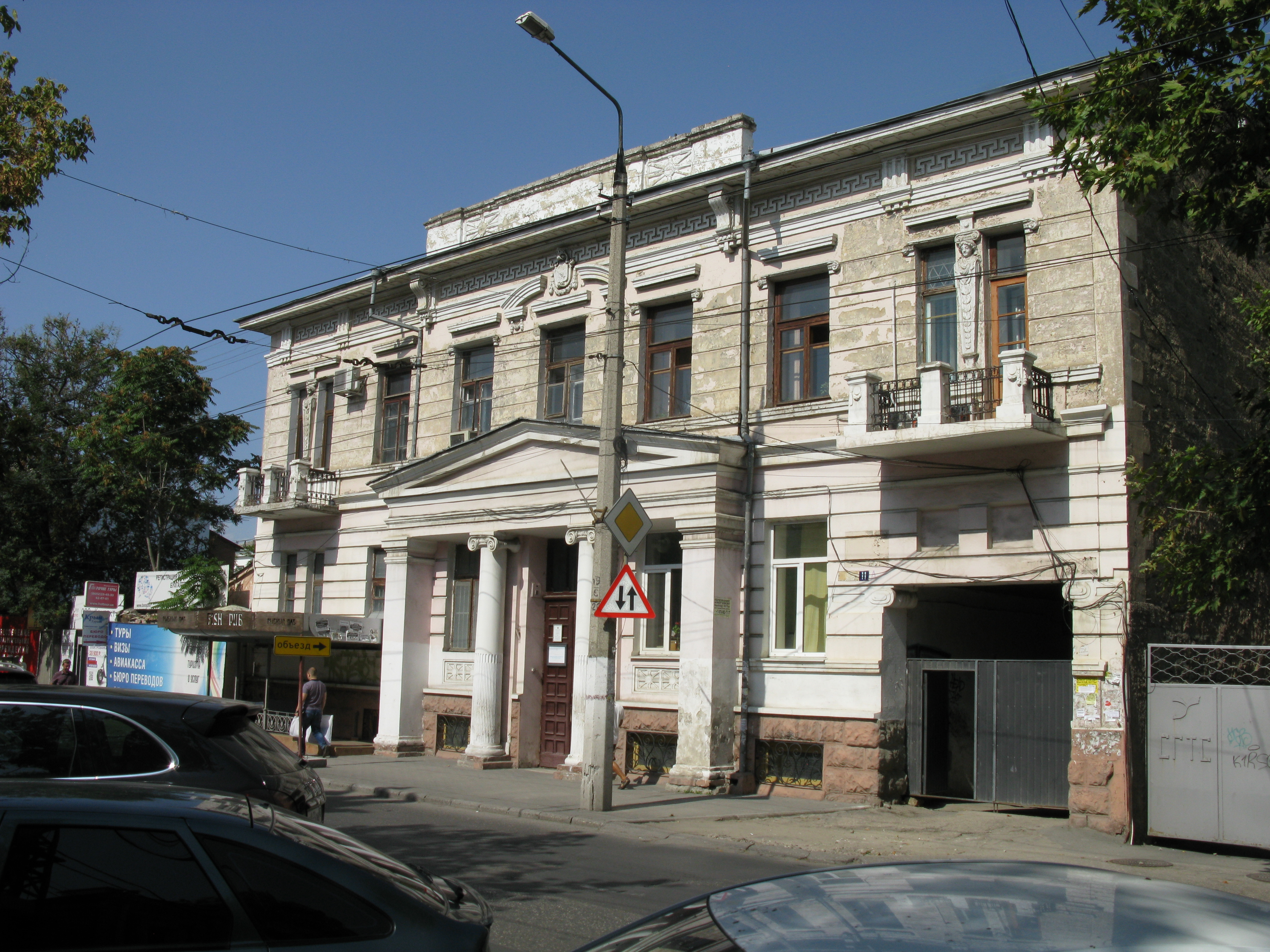
Будинок житловий Рудзевич М.Є.: вулиця О. Невського, 11а
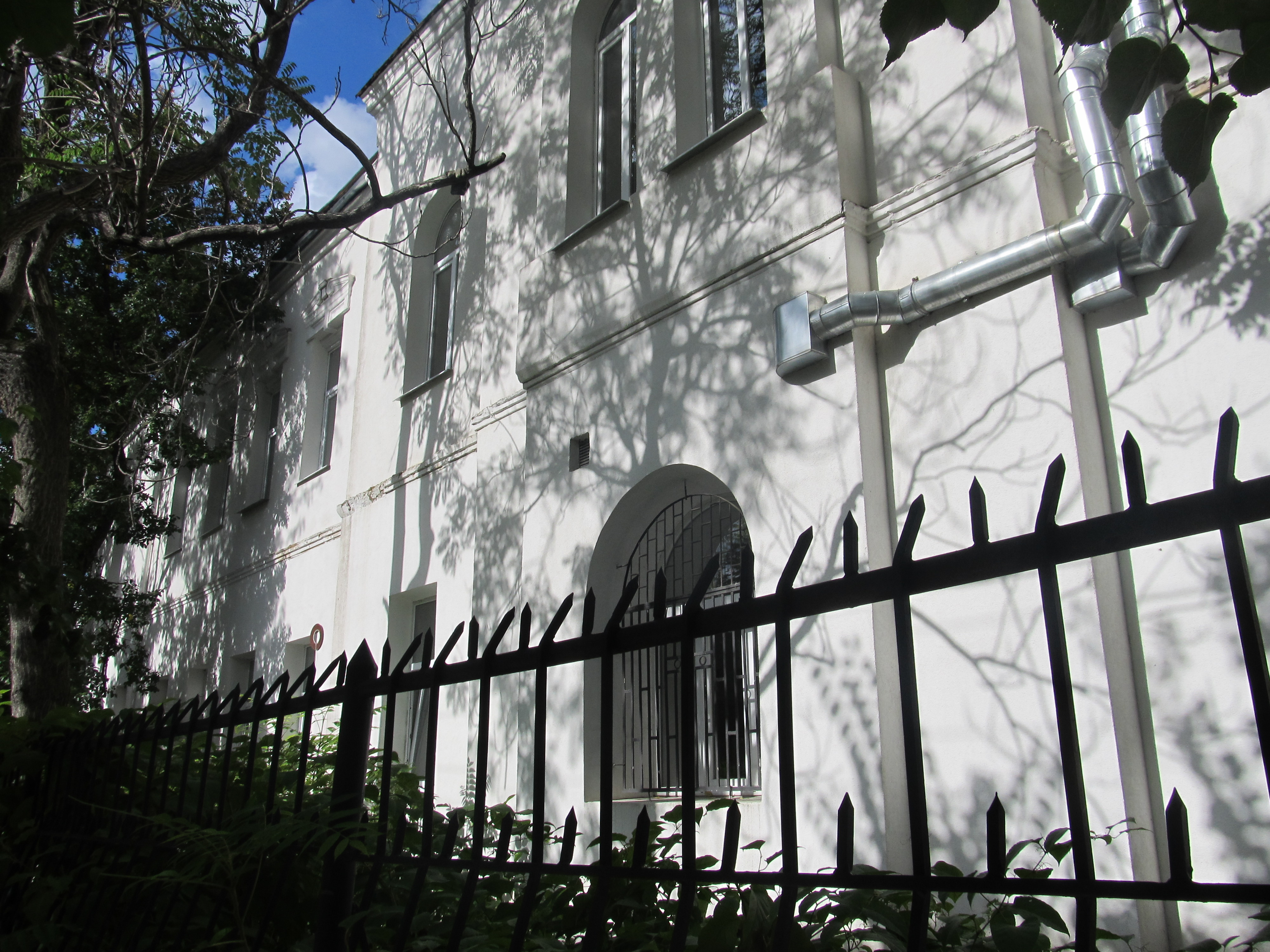
Будинок госпіталю, в якому працював М.І. Пирогов, Комплекс земської лікарні